# Scott Spillane
Scott Edward Spillane, conegut com a Scott Spillane (Louisiana, 26 de setembre del 1965), és un músic i compositor multiinstrumentista estatunidenc que forma part del col·lectiu Elephant 6. És conegut per haver format part de The Gerbils i de Neutral Milk Hotel, banda per a la qual també va compondre arranjaments de vent. També ha participat en àlbums d'altres grups d'Elephant 6, com The Olivia Tremol Control, Of Montreal i Elf Power.

## Biografia
Scott Spillane treballava com a pizzer a Austin (Texas) quan Jeff Mangum el va visitar i el va convèncer que s'unís a Neutral Milk Hotel. Spillane va compondre, juntament amb Robert Schneider, els arranjaments de vent de l'àlbum In the Aeroplane Over the Sea del 1998. La instrumentació del cinquè tema de l'àlbum, «The Fool» va ser composta íntegrament per Spillane, originalment per a un curtmetratge del mateix nom d'un amic.
Quan Neutral Milk Hotel es va dissoldre el 1998, Spillane es va centrar en la seva banda The Gerbils, que es va separar definitivament el 2006. El 2013, els membres del Neutral Milk Hotel es van reunir per fer una gira que va acabar el 2015.

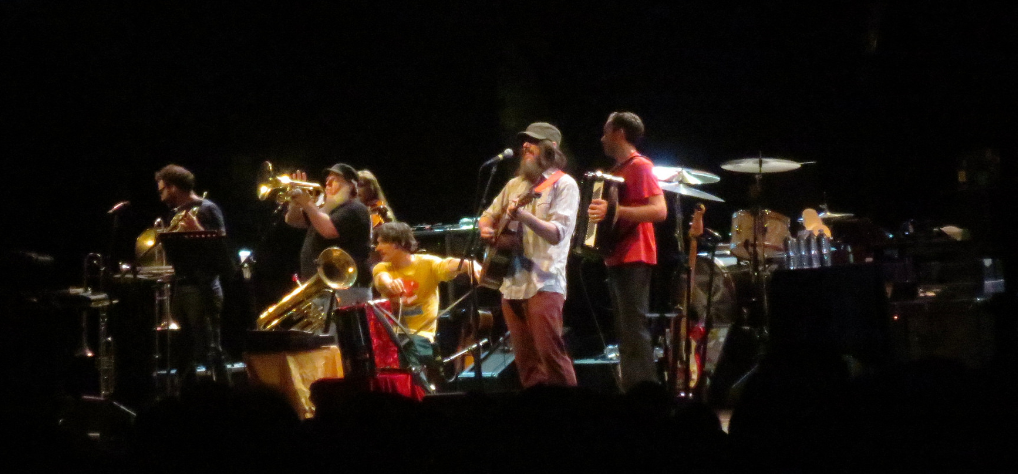
Neutral Milk Hotel en directe el 2014 (amb Spillane tocant el bombardí baríton).

Avui dia Spillane és fuster i rajoler a Athens (Geòrgia).